# J・B・S・ホールデン
ジョン・バードン・サンダースン・ホールデン（英語: John Burdon Sanderson Haldane [ˈhɔːldeɪn]、1892年11月5日 - 1964年12月1日）は、イギリスの生物学者で、普通はJ・B・S・ホールデンと呼ばれる。生物に関する理論的研究を得意とし、生命の起源に関する科学的理論の最初の提唱者と知られており、ロナルド・フィッシャー、シューアル・ライトと並ぶ集団遺伝学の開拓者であり、ともに「集団遺伝学の三人男」と呼ばれる。酵素反応速度論などにも業績を残した。また一般向け解説書やエッセーも多数執筆する一方、しばしば個性的な言動で注目を浴びた。中でも『ダイダロス、あるいは科学と未来』Daedalus or Science and the Future（1923年）は科学の未来を予測したものとして有名であり、ホールデンは20世紀におけるトランスヒューマニズムの先駆者とされ、クローンの造語でも有名である。

## 生い立ち
ホールデン家はスコットランドの名門として知られる。J・B・S・ホールデンは医師・生理学者のジョン・スコット・ホールデン：呼吸の研究で著名）の子としてオックスフォードに生まれた。妹には作家のナオミ・ミチスン, 1897年 - 1999年) がいる。
父J. S. ホールデンは彼がごく幼い頃から一人前の実験助手兼被験者として扱った。息子の血液を採取しては研究材料に使い、地下鉄の空気汚染の調査のときにはロンドンへ同行し、地下へ潜った。その影響を受けた彼は4歳の誕生日を前にして怪我をした額から流れる血を見て泣くこともなく「これは酸化ヘモグロビンなの、炭酸ヘモグロビンなの？」と訊ねた。8歳のときには、父と共に再発見されたばかりのメンデルの法則についての講演会へ行き、「難しいが、面白い」と評した。
私立小学校(プレパラトリー・スクール)からパブリック・スクールの名門イートン校へ進学した。成績はいつも群を抜いており、教師に教えを乞われるほどだった。抜群の成績が原因でいじめを受け、連日同級生に殴られ、父との面会日には彼らに誘拐、監禁された。彼のことを庇ってくれる先輩がおり、ある時そっとリンゴを渡された(イートン校で上級生が下級生にリンゴを渡すことは友愛のしるしである)。彼はトマス・ヘンリー・ハクスリーの孫のジュリアン・ハクスリーだった。
オックスフォード大学入学後、手続き上は古典文学を専攻したが、多種多様な学科の授業に出席した。特に数学と動物学に熱中した。
22歳のときに第一次世界大戦が勃発すると、まずフランス、西部戦線に配属されたが、間も無く負傷し帰国した。帰国中は軍から任されて手榴弾学校を運営し、将校や下士官に殺人技術を指導した。 傷の回復を待つが矢も盾もたまらず回復半ばで イラクの中東戦線に出征し、トルコ軍と戦った。その間に社会主義に目覚め、さらに後には共産主義に惹かれることになる。中東戦線でも負傷し、インドの病院に送られた。ベッドの上でウルドゥー語を学び、インド文化をただひたすら研究した。退院後はインド陸軍に勤務してアイルランドで終戦を迎えた。
彼は前線にいるときも科学論文を執筆し、塹壕で詩も書いた。父の要請で一時帰国したときには共にドイツ軍の毒ガスを研究した。前線ではオートバイに乗ってドイツ軍の面前の塹壕を飛び越え、敵が銃の引き金を引く前に遮蔽物に隠れる、夜中に鉄条網をくぐって敵地へ侵入し、イギリス兵の悪口を言ったドイツ兵に手榴弾を見舞うなど極めて無謀であった。
大戦後、オックスフォード大学で生理学を教えた。そしてこの頃自らを被験者とした過酷な人体実験を開始した。これは父の実験を援護するものであり、炭酸ナトリウム、塩化アンモニウムなどの水溶液を大量に飲み、彼の「J. Hは息が切れた」「J. Hは呼吸困難を感じた」「J. Hは(以下読み取れず)」などのメモが残っている。1930年代から40年代にかけてロンドン大学で遺伝学の教授を務めた。また、独立にアレクサンドル・オパーリンとほぼ同様の生命の起源についての説を発表した。
彼は現在の集団遺伝学の基礎を築いた。ダーウィンの自然淘汰説とメンデルの遺伝の法則を理論的に結びつけるものである。主に突然変異について研究した。ヨーロッパ各王室の系図を調べ、血友病が突然変異によって起こる病気であることを突き止めた。その論文には「ヴィクトリア女王はどうやら突然変異によって生じたらしい血友病遺伝子の持ち主である。恐らくそれは1818年に父君ケント公エドワード・オーガスタスの睾丸の左右いずれかの中の細胞の核に起きた突然変異に由来する」とある。

## 研究
1919年からニューカレッジでフェローを務め、1922年にはケンブリッジ大学に移り、1932年以降はユニヴァーシティ・カレッジ・ロンドンで研究を行った。
1925年、酵素反応速度論の基本であるミカエリス・メンテン式の新たな導出法をG・E・ブリッグス（G.E. Briggs）とともに明らかにした（ブリッグス・ホールデン式とも呼ばれる）。これは1913年に初めて導かれたものだが、酵素・基質と酵素基質複合体との化学平衡を仮定していた。ホールデンらはより一般的な定常状態（酵素基質複合体の生成速度と分解速度が等しい）を仮定しても同形の式が導かれることを示し、ミハエリス定数により適切な解釈を示した。
ホールデンの有名な著書『進化の要因』The Causes of Evolution（1932年）はメンデルの法則を基本として自然淘汰による進化を数学的に説明したもので、ネオダーウィニズム総合説の代表的著作として知られる。

## 共産主義思想
彼は1928年にソビエト連邦を旅行し、また以前から唯物論的思想を抱いていたことから、共産主義に惹かれるようになる。
1937年にイギリス共産党に参加した。戦後、共産主義者に対する圧迫が強まっても彼は堂々と共産主義者を自称していた。しかしトロフィム・ルイセンコとスターリン独裁の犠牲となった旧知の生物学者ニコライ・ヴァヴィロフの悲劇を知るに及び、1950年に党を去った。

## 私生活
1924年にフェミニストとして有名なジャーナリスト、シャーロット・バージェス（Charlotte Burghes、旧姓Franken）と知り合い、2人の仲はスキャンダルとして騒がれたが、シャーロットが前夫と離婚したあと1926年に2人は結婚した。シャーロットは第二次世界大戦初期にソビエト連邦の実態に幻滅し共産主義に決別したがホールデンは戦後まで共産主義思想を捨てなかった。彼らは1945年に離婚し、ホールデンは後に共同研究者ヘレン・スパーウェイ (Helen Spurway) と再婚した。1932年に王立協会フェローに選出された。

## 著作
ホールデンは一般向けの書物も多数執筆した。My Friend Mr. Leakey（1937年、邦題『魔法つかいのリイキーさん』）、Adventures of a Biologist （1947年）、What is Life?（邦題『人間とはなにか』1947年）などの著書がある。特に彼が書いたものの中で最も衝撃的な『ダイダロス』は科学の進歩を理想化しすぎているとの批判もある。また、H・G・ウェルズやジュリアン・ハクスリーとは、Reshaping Man's Heritage (1944年)を共著で発表している。
ホールデンは作家オルダス・ハクスリーとは幼少期からの親友で、彼の『道化芝居』にはホールデンをモデルにした生物学者"Shearwater"が登場する。『すばらしい新世界』も、人工子宮で胎児を育てる話など『ダイダロス』の影響が非常に大きく、無断借用ではないかとも言われている。

### 翻訳
- 『人間とはなにか』八杉竜一訳、岩波書店〈岩波新書 ; 第99〉、1952年。
- 『遺伝生化学』飯島衛訳、白水社、1957年。
- 「魔法つかいのリイキーさん」山室静訳、『世界の名作図書館』 4巻、講談社、1967年。
- 『魔法つかいのリイキーさん』山室静訳、福原幸男絵、旺文社〈旺文社ジュニア図書館〉、1977年。

## ホールデンの名を冠した法則など
1937年に、遺伝的に平衡状態にある集団では突然変異による集団適応度の減少率は個体あたりの総突然変異率に等しく、個々の遺伝子の有害度には依存しないことをハーマン・J・マラーと共に示した。これは現在ホールデン・マラーの原理と呼ばれている。
エッセーOn Being the Right Size（1928年）では、「動物の性質はその大きさによりほぼ規定される」（例えば体の小さい昆虫は空気が体内に拡散するだけで呼吸できるが、体の大きい動物は心臓や赤血球が必要になる）という独自の見方を示し、これも「ホールデンの原理」と呼ばれることがある。
1922年に「系統の異なる動物の雑種第1代で一方の性にのみ現れない、少ない、あるいは不妊といった異常が見られる場合、そちらの性が異型接合（ヒトでいえばXYの性染色体をもつ男性）である」ことを見出し、これはHaldane's rule（日本語ではホールデンの規則）と呼ばれる。
Possible worlds （1940年）の中の名言「宇宙は我々が想像する以上に奇妙などころか、想像できる以上に奇妙なのだ」：これはHaldane's law（これは日本語では「ホールデンの法則」）と呼ばれることもある。（ただし父による「ホールデンの法則」もあるので注意。）
彼は溺れている兄妹のために命を投げ出すか？と問われて次のように語ったと言われる。「2人の兄妹、4人の甥、8人のいとこのためなら喜んで命を差し出すだろう」。これはホールデンが後年の遺伝子中心視点主義や血縁選択説を先取りするアイディアを持っていた証として語り継がれている。

## 教育
ホールデンは多数の後進を育成した。中で最も有名なのはジョン・メイナード＝スミスであろう。メイナード＝スミスによればホールデンは学生を励ますのが上手かったが、やや短気で怒るときには容赦がなかった。巨体で威圧感があったために彼の周りのグループは小さかった。R.A.フィッシャーとは対立しており、それぞれの学生同士も反目しあっていた。

## 晩年

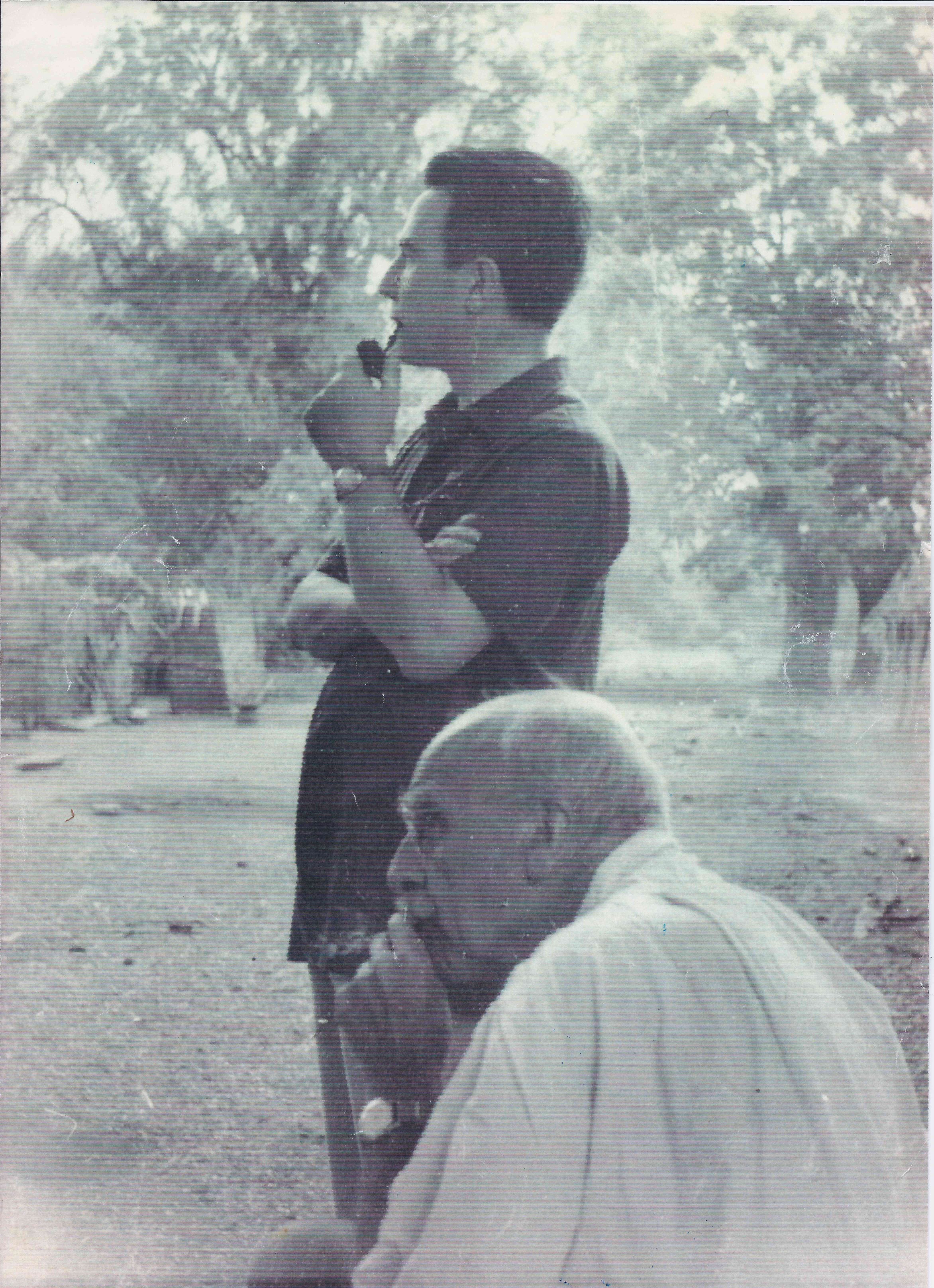
晩年のホールデン（1964年・手前）奥の立っている人物はマルチェロ・シニスカルコ

1957年に大学を辞しインドに移住した。スエズ動乱への抗議と称していたが、実際は第一次大戦中に滞在して以来インドにあこがれを抱き、またインドの統計学者P.C.マハラノビスに招かれてもいたからである。インド統計大学（カルカッタ）、ついでオリッサ州立生物学研究所で教授を務めた。オリッサ州ブヴァネーシュヴァルで死去。

## 受賞歴
- 1938年 - ウェルドン記念賞
- 1946年 - クルーニアン・メダル（王立協会）
- 1952年 - ダーウィン・メダル
- 1956年 - トーマス・ハックスリー記念賞
- 1958年 - ダーウィン＝ウォレス・メダル